# Streptocarpus eylesii
Streptocarpus eylesii är en tvåhjärtbladig växtart som beskrevs av Spencer Le Marchant Moore. Streptocarpus eylesii ingår i släktet Streptocarpus och familjen Gesneriaceae.

## Underarter
Arten delas in i följande underarter:
- S. e. brevistylus
- S. e. chalensis
- S. e. eylesii
- S. e. silvicola

## Bildgalleri

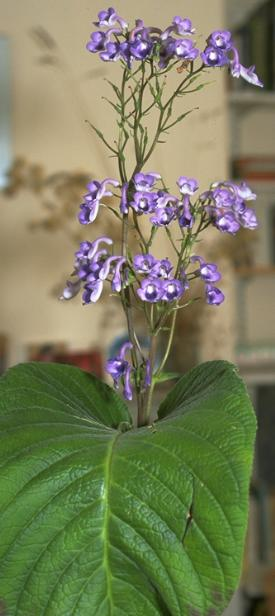